# Paralaeospira antarctica
Paralaeospira antarctica är en ringmaskart som först beskrevs av Pixell 1913.  Paralaeospira antarctica ingår i släktet Paralaeospira och familjen Serpulidae. Inga underarter finns listade i Catalogue of Life.